# Premi e riconoscimenti di Juliette Binoche
Questa è la lista che riassume le candidature e i premi ricevuti da Juliette Binoche fino ad oggi. Nel corso della sua carriera cinematografica e televisiva, l'attrice ha ricevuto, tra gli altri, un Premio Oscar, un BAFTA Award, un Premio César ed è stata premiata nei maggiori festival internazionali, inclusi il Festival di Cannes, la Mostra internazionale d'arte cinematografica di Venezia e il Festival internazionale del cinema di Berlino.

## Premi cinematografici

### Principali
- Premio Oscar
  - 1997 – Miglior attrice non protagonista per Il paziente inglese
  - 2001 – Candidatura per la miglior attrice protagonista per Chocolat
- Golden Globe
  - 1994 – Candidatura per la migliore attrice in un film drammatico per Tre colori - Film blu
  - 1997 – Candidatura per la migliore attrice non protagonista per Il paziente inglese
  - 2001 – Candidatura per la migliore attrice in un film commedia o musicale per Chocolat
- British Academy Film Awards
  - 1997 – Migliore attrice non protagonista per Il paziente inglese
  - 2001 – Candidatura per la Migliore attrice protagonista per Chocolat
- Screen Actors Guild Awards
  - 1997 – Candidatura per la migliore attrice non protagonista per Il paziente inglese
  - 1997 – Candidatura per il miglior cast cinematografico per Il paziente inglese (condivisa con tutto il cast)
  - 2001 – Candidatura per la migliore attrice protagonista per Chocolat
  - 2001 – Candidatura per il miglior cast cinematografico per Chocolat (condivisa con tutto il cast)

### Altri
- Festival di Cannes
  - 2010 – Prix d'interprétation féminine per Copia conforme
- Mostra internazionale d'arte cinematografica di Venezia
  - 1993 – Coppa Volpi per la migliore interpretazione femminile per Tre colori - Film blu
  - 1993 – Premio Pasinetti per la miglior attrice per Tre colori - Film blu
- Festival internazionale del cinema di Berlino
  - 1993 – Berlinale Kamera
  - 1997 – Orso d'argento per la migliore attrice per Il paziente inglese
- Premio César
  - 1986 – Candidatura per la migliore attrice per Rendez-vous
  - 1987 – Candidatura per la migliore attrice per Rosso sangue
  - 1992 – Candidatura per la migliore attrice per Gli amanti del Pont-Neuf
  - 1993 – Candidatura per la migliore attrice per Il danno
  - 1994 – Migliore attrice per Tre colori - Film blu
  - 1996 – Candidatura per la migliore attrice per L'ussaro sul tetto
  - 2001 – Candidatura per la migliore attrice per L'amore che non muore
  - 2003 – Candidatura per la migliore attrice per Jet Lag
  - 2015 – Candidatura per la migliore attrice per Sils Maria
  - 2018 – Candidatura per la migliore attrice per L'amore secondo Isabelle
- European Film Awards
  - 1992 – Miglior attrice per Gli amanti del Pont-Neuf
  - 1997 – Miglior attrice per Il paziente inglese
  - 2001 – Premio del pubblico per la miglior attrice per Chocolat
  - 2005 – Candidatura per la miglior attrice per Niente da nascondere
  - 2017 – Candidatura per la miglior attrice per L'amore secondo Isabelle
- National Board of Review
  - 1996 – Miglior attrice non protagonista per Il paziente inglese (ex aequo con Kristin Scott Thomas)
- Chicago Film Critics Association Awards
  - 1997 – Candidatura per la migliore attrice non protagonista per Il paziente inglese
- David di Donatello
  - 2016 – Candidatura per la migliore attrice protagonista per L'attesa
- Tony Award
  - 2001 – Candidatura per la migliore attrice protagonista in un'opera teatrale per Tradimenti

- St. Louis Film Critics Association
  - 2006 – Candidatura per la miglior attrice per Complicità e sospetti
- Southeastern Film Critics Association Awards
  - 1997 – Candidatura per la migliore attrice non protagonista per Il paziente inglese
- Dallas-Fort Worth Film Critics Association
  - 1997 – Migliore attrice non protagonista per Il paziente inglese
- London Critics Circle Film Awards
  - 2006 – Candidatura per l'attrice dell'anno per Niente da nascondere
- British Independent Film Awards
  - 2006 – Candidatura per la migliore attrice per Complicità e sospetti
- Nastro d'argento
  - 2016 – Nastro d'argento europeo per L'attesa
- Premio Lumière
  - 2014 – Candidatura per la miglior attrice per Camille Claudel 1915
  - 2015 – Candidatura per la miglior attrice per Sils Maria
  - 2018 – Candidatura per la miglior attrice per L'amore secondo Isabelle
- Premio Amanda
  - 2014 – Candidatura per la migliore attrice per Mille volte Buona notte
- Bari International Film Festival
  - 2016 – Premio Mariangela Melato per L'attesa
- Bobbio Film Festival
  - 2016 – Premio Gobbo d'oro per L'attesa
- Festival du film de Cabourg
  - 1997 – Swann d'oro alla miglior attrice per Il paziente inglese
- Cairo International Film Festival
  - 2010 – Premio alla carriera
- Premio Chlotrudis
  - 1997 – Migliore attrice non protagonista per Il paziente inglese
- Premio Goya
  - 2016 – Candidatura per la migliore attrice protagonista per Nadie quiere la noche
- Imagen Awards
  - 2016 – Miglior attrice per The 33
- Festival international du film de Marrakech
  - 2013 – Premio onorario alla carriera
- Premio Romy Schneider
  - 1986 – Premio Romy Schneider
- Sant Jordi Awards
  - 1994 – Miglior attrice straniera per Tre colori - Film blu, Il danno e Gli amanti del Pont-Neuf
- Seattle International Film Festival
  - 2014 – Candidatura al Golden Space Needle per la migliore attrice per Mille volte Buona notte
- Tallinn Black Nights Film Festival
  - 2013 – Premio della giuria per la migliore attrice per Camille Claudel 1915
- Semana Internacional de Cine de Valladolid
  - 2015 – Espiga de oro onoraria
- Premio YoGa
  - 2018 – Peggior attrice straniera per Ma Loute e Ghost in the Shell
- International Cinephile Society Awards
  - 2009 – Candidatura per la miglior attrice per Le voyage du ballon rouge
  - 2012 – Candidatura per la miglior attrice per Copia conforme
  - 2014 – Miglior attrice per Sils Maria
  - 2014 – Candidatura per la miglior attrice per Camille Claudel 1915
  - 2016 – Candidatura per la miglior attrice per Sils Maria
  - 2018 – Candidatura per la miglior attrice non protagonista per Ma Loute
- International Online Cinema Awards
  - 2012 – Miglior attrice per Copia conforme
  - 2015 – Miglior attrice per Sils Maria
  - 2017 – Candidatura per la miglior attrice non protagonista per Ma Loute
- IndieWire Critics Poll
  - 2008 – Candidatura per la miglior attrice per Le voyage du ballon rouge
  - 2011 – Candidatura per la miglior attrice per Copia conforme
  - 2015 – Candidatura per la miglior attrice per Sils Maria
- Village Voice Film Poll
  - 2008 – Candidatura per la miglior attrice per Le voyage du ballon rouge
  - 2011 – Candidatura per la miglior attrice per Copia conforme
  - 2015 – Candidatura per la miglior attrice per Sils Maria
- 20/20 Awards
  - 2014 – Candidatura per la miglior attrice per Tre colori - Film blu
  - 2017 – Miglior attrice non protagonista per Il paziente inglese
- Awards Circuit Community Awards
  - 1993 – Candidatura per la miglior attrice per Tre colori - Film blu
  - 1996 – Miglior attrice non protagonista per Il paziente inglese
- Georgia Film Critics Association
  - 2012 – Miglior attrice per Copia conforme
- Hawaii International Film Festival
  - 2010 – Miglior attrice per Copia conforme
- SACD Awards
  - 1986 – Prix Suzanne Bianchetti

- Lisbon & Estoril Film Festival
  - 2009 – Premio d'onore
- CinEuphoria Awards
  - 2017 – Candidatura per la miglior attrice per L'attesa
- Globe de cristal
  - 2018 – Candidatura per la miglior attrice per L'amore secondo Isabelle
- Italian Online Movie Awards
  - 2015 – Candidatura per la miglior attrice protagonista per Sils Maria
- José María Forqué Awards
  - 2016 – Candidatura per la miglior attrice per Nadie quiere la noche
- Kosmorama
  - 2014 – Candidatura per la miglior attrice protagonista per Mille volte Buona notte
- Online Film & Television Association
  - 1997 – Candidatura per la miglior attrice non protagonista per Il paziente inglese